# 카카즈 유미
카카즈 유미(일본어: かかず ゆみ, 1973년 6월 18일 ~ )는 일본의 성우이다. 사이타마현 후지미노시 출신이다.

## 출연작

### TV 애니메이션
1996년
- 기동신세기 건담X (사라 타이렐)

1998년
- 아키하바라 전뇌조 (다이칸야마 하토코)
- 이니셜D (사유키)
- 쾌걸증기탐정단 TV ANIMATION SERIES (아난 미사, 여성신문 기자 <릴리 에도가와>)
- 시공탐정 겐시군
- 날아라 호빵맨 (1998년 - 2021년, 이소베에, 레인보우 왕자, 빨간 피망)
- 유희왕(마자키 안즈)

1999년
- 과장왕자
- 선계전 봉신연의(달기)
- 초발명BOY 카니팡 (타피오카)
- 포켓몬스터(케이(90화), 미캉(208, 224화))

2000년
- 선녀전설 세레스(미카게 아야)
- 반드레드 (디타 리베라이)
- 여기는 잘나가는 파출소
- 진 여신전생 데빌칠드런 (라라)
- 여신후보생 (리나 후지무라, 유키네 시몬스)
- 어둠의 후예 (마키)
- 육문천외 몬코레 나이트 （花園の歌姫）

2001년
- 히카루의 바둑(후지사키 아카리)
- 시스터 프린세스(하루카)
- 진 샤프트(미르 로터스)

2002년
- 라제폰(아사히나 히로코)
- 베리베리 뮤우뮤우(아이자와 민트)
- 시스터 프린세스 RePure(하루카)
- 최종병기 그녀(사토미)
- 포켓몬스터 어드밴스 제너레이션(안나(102화))

2003년
- 마법사에게 소중한것(카와하라 타카코)
- 진월담 월희(히스이)
- 스트라토스 4(혼죠 미카제)
- 신혼합체 고단나(후지무라 시즈루)

2004년
- 록맨 에그제 스트림(메디)

2005년
- 도라에몽 (미나모토 시즈카 [2005~현재])
- 창성의 아쿠에리온 (실비아)

2006년
- 러브돌 ~Lovely Idol~(나가사와 레이)
- 블리치 (리린)

2010년
- 누라리횬의 손자 (케죠로)
- 포켓몬스터 dp (사루비아 왕녀)

2015년
- 견습신 비밀의 코코타마 (오샤키, 코코로의 할머니)

2018년
- 반짝반짝 해피★ 열려라! 코코타마 (오죠우)

### OVA
1999년
- 은하영웅전설 외전 나선미궁(미리암 로저스)

2004년
- 메모리즈 오프 3.5~소원이 닿을 때~(후지와라 미야비)

2005년
- 슈퍼로봇대전 OVA(제오라 슈바이처)

### 극장판
2002년
- 피아캐롯에 어서오세요 극장판 ~사야카의 사랑이야기~(타카이 사야카)

2006년
- 극장판 도라에몽: 진구의 공룡대탐험

2007년
- 극장판 도라에몽: 진구의 마계 대모험 7인의 마법사

2008년
- 도라에몽 노비타와 초록의 거인전

2009년
- 극장판 도라에몽: 신 진구의 우주개척사

2010년
- 극장판 도라에몽: 진구의 인어대해전

2011년
- 극장판 도라에몽: 진구와 철인군단 날아라 천사들

2012년
- 극장판 도라에몽 진구와 기적의 섬: 애니멀 어드벤처

2013년
- 극장판 도라에몽: 진구의 비밀도구 박물관

2016년
- 극장판 도라에몽: 신 진구의 버스 오브 재팬

2017년
- 극장판 도라에몽: 진구의 남극 꽁꽁 대모험
- 극장판 에그엔젤 코코밍:푸르밍과 두근두근 코코밍 세계

2018년
- 극장판 도라에몽: 진구의 보물섬 - 이슬

2025년
- 극장판 도라에몽: 진구의 그림이야기 - 이슬

### 게임
1998년
- NOëL ~La neige~ (타치바나 유미)
- 에어 가이츠 (유피 키사라기)

1999년
- 검객이문록 신장 소생하는 창홍의 칼날 (미코토)

2000년
- 헤키사문 가디언즈 (디아나)
- 브레이브 사가2 (르네 카디프 시시오)
- 선계대전 ~TV 애니메이션 선계전 봉신연의 보다~ (달기)
- The King of Fighters 2000 (쿨라 다이아몬드, 릴리 칸)

2001년
- The King of Fighters 2001 (쿨라 다이아몬드)
- 슈퍼 로봇 대전α 외전 (사라 타이렐)
- 시스터 프린세스 (하루카)

2002년
- 제2차 슈퍼 로봇 대전α (제오라 슈바이처)
- 킹덤하츠 (유피 키사라기)
- AS~엔젤릭 세레나데 (피아 노트)
- The King of Fighters 2002 (쿨라 다이아몬드)

2003년
- 테네렛차 (테네렛차)
- 시스터 프린세스2 (하루카)
- 댄싱 소드 -섬광- (쿠스노키 쿄코)
- True Love Story Summer Days, and yet... (아리모리 히토미)
- 서몬 나이트3 (벨프라우)
- 비스트로 큐피트2 (타임 모스카타)
- D.C.P.S. ~다카포~ 플러스 시츄에이션 (키류 카스미)
- 그로우 랜서IV (사역마 D-LN)

2004년
- Memories Off ~그 이후~ (후지와라 미야비)
- The King of Fighters NEOWAVE (쿨라 다이아몬드)
- 슈퍼 로봇 대전GC (페어리 파이어프라이)

2005년
- 러브돌 ~Lovely Idol~ (나가사와 레이)
- The King of Fighters XI (쿨라 다이아몬드)
- 제3차 슈퍼 로봇 대전α 종언의 은하로 (제오라 슈바이처, 르네 카디프 시시오)
- 킹덤하츠II (유피 키사라기)
- D.C. Four Seasons ~다카포~ 포 시즌즈 (키류 카스미)

2006년
- 더지 오브 켈베로스 파이널 판타지VII (유피 키사라기)
- 도라에몽 노비타의 공룡2006 DS (미나모토 시즈카)
- Memories Off ~그 이후 again~ (후지와라 미야비)
- The King of Fighters Maximum Impact 2 (릴리 칸)
- 악마성 드라큘라 갤러리 오브 라비린스 (샤롯 오린)
- 슈퍼 로봇 대전XO (페어리 파이어프라이)

2007년
- 도라에몽 노비타의 신 마계 대모험DS (미나모토 시즈카)
- 슈퍼 로봇 대전OG ORIGINAL GENERATIONS (제오라 슈바이처)
- Another Century's Episode 3 THE FINAL (사라 타이렐)
- 슈퍼 로봇 대전Scramble Commander the 2nd (후지무라 시즈루, 아사히나 히로코)
- 도라에몽Wii 비밀 도구왕 결정전! (미나모토 시즈카)
- 슈퍼 로봇 대전OG 외전 (제오라 슈바이처)

2008년
- 도라에몽 노비타와 초록의 거인전DS (미나모토 시즈카)
- 슈퍼 로봇 대전Z (실비아 드 아리시아, 사라 타이렐)

2009년
- The King of Fighters 2002 Unlimited Match (쿨라 다이아몬드)